# 1228 w polityce

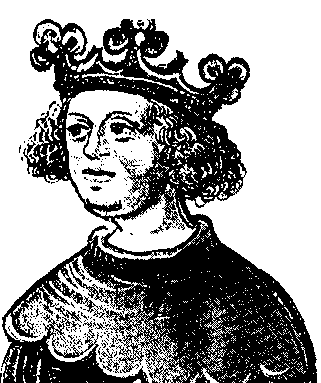
Konrad IV, król Niemiec

Wydarzenia polityczne w 1228 roku.

## Wydarzenia
- Papież Grzegorz IX kanonizuje św. Franciszka z Asyżu[1].
- W bitwie pod Ceri walijski władca Llywelyn Fawr pokonał Anglików dowodzonych przez Huberta de Burgh[2].
- Władysław III Laskonogi nadał przywilej w Cieni[3][4].

## Urodzili się
- 25 kwietnia Konrad IV Hohenstauf, król Niemiec, Sycylii i Jerozolimy[5]